# TECHO
TECHO, ehemals „Un techo para mi país“ (dt. „Ein Dach für mein Land“), ist eine lateinamerikanische Nichtregierungsorganisation, die mithilfe von jungen Freiwilligen extreme Armut in Lateinamerika bekämpft und sich gemeinsam mit den in Armut lebenden Familien für soziale Gerechtigkeit einsetzt.

## Vision und Mission
Der Verein setzt sich für eine faire und von Armut befreite Gesellschaft ein, in der jeder die Möglichkeit hat, seine individuellen Kapazitäten auszuschöpfen und seine Rechte voll auszuüben.
Unabhängig von Religion und Glauben, der politischen Einstellung oder der ethnischen Zugehörigkeit, geht es um das gemeinsame Ziel, extreme Armut und soziale Ungleichheit zu bekämpfen und sich für eine gerechtere Gesellschaft und Chancengleichheit einzusetzen.

## Geschichte
Im Jahr 1997 initiierten einige Studenten eine Organisation, die mittlerweile in ganz Lateinamerika aktiv ist. Es folgten Engagements in El Salvador und Peru, ist die Organisation immer weiter expandiert und führt heute Projekte in 19 Ländern Lateinamerikas und der Karibik durch. Es gibt 600.000 Freiwillige und hat für und mit über 100.000 Familien Notbehausungen gebaut.

## Arbeitsweise von TECHO
Die Vereinigung verfolgt drei grundlegende Ziele:
Die Förderung der Gemeindeentwicklung in den Armensiedlungen, Bewusstsein und soziales Engagement zu wecken, sowie Teilhabe an politischen Entscheidungsprozessen zu fördern. Der Fokus liegt hierbei stets auf extrem ausgegrenzte Armutsviertel.
Die Arbeitsweise ist in verschiedene Schritte gegliedert:
Zu Beginn werden gemeinsam mit den Bewohnern der Armensiedlungen und den Freiwilligen die Probleme der Armensiedlung identifiziert und analysiert.
In der zweiten Phase erschafft TECHO gemeinsam mit der jeweiligen Armensiedlung eine Dialogplattform, damit alle Bewohner sich in die Gemeindearbeit einbringen und Projekte und Entwicklungen initiieren und beeinflussen können. Hierbei werden gemeinsam Lösungen entwickelt, um den Bedürfnissen der Gemeinden gerecht zu werden. 

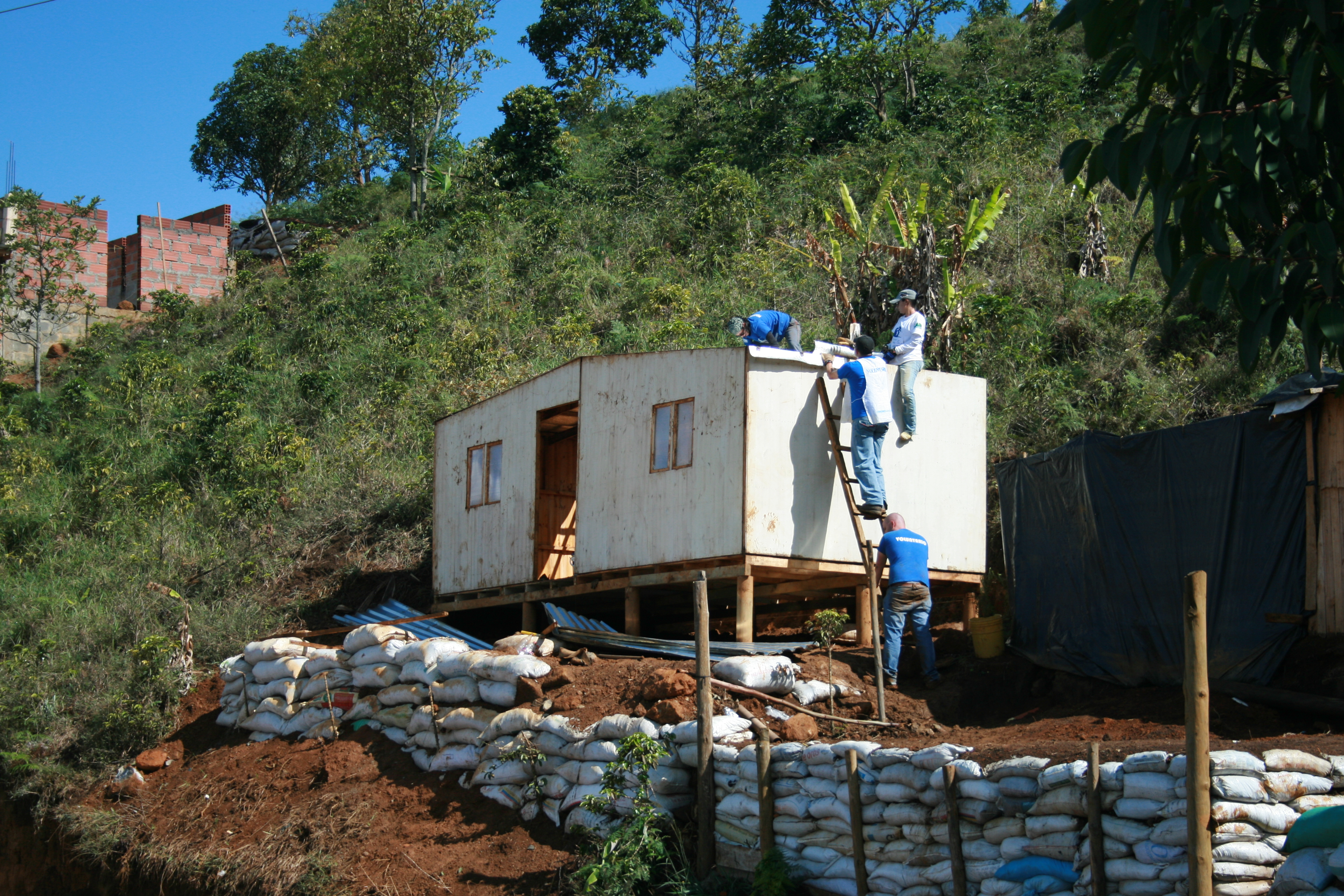
Eine TECHO-Notbehausung

Die Organisation begann den Prozess der Kommunalentwicklung mit dem Bau von Notbehausungen. Diese werden innerhalb eines Wochenendes von Freiwilligen und den Bewohnern gebaut.
Die Notunterkünfte werden aus vorgefertigten Holzmodulen zusammengestellt und bedeuten eine direkte verhältnismäßige Verbesserung der Lebensumstände für die Familien.
Die Notbehausungen sind 3 × 6 Meter groß und bestehen aus Holzwänden und einem Zinkdach mit Dichtungsfolie.
Um den Stärkungsprozess der Gemeinden weiterhin und nachhaltig zu fördern wird für jede Armensiedlung ein Komitee aus den jeweiligen Bewohnern und TECHO-Freiwilligen gebildet.
Die Hauptprogramme hierbei sind z. B. Maßnahmen zur Verbesserung der Bildungs-, Arbeits- und Gesundheitssituation oder infrastrukturelle Projekte.
Des Weiteren werden Unterstützungen in der Entwicklung von Führungsqualitäten und die Förderung von (Klein-)Unternehmen, sowie die Vergabe von Mikrokrediten zur Verwirklichung kommunaler Projekte initiiert.
Für eine langfristige Lösung in den Siedlungen unterstützt der Verein die Bewohner des Armenviertels dabei, Zugang zu staatlichen Institutionen zu bekommen, sodass diese sich selbstständig für ihre Rechte einsetzen können.

## Einsatzländer
Argentinien, Bolivien, Brasilien, Chile, Kolumbien, Costa Rica, Dominikanische Republik, Ecuador, El Salvador, Guatemala, Haiti, Honduras, Mexiko, Nicaragua, Panama, Paraguay, Peru, Uruguay und Venezuela.
Darüber hinaus gibt es Büros in den USA und Großbritannien. In Europa haben sich seit 2013 Teams in Deutschland, Belgien, Frankreich, Schweiz, Österreich und Spanien gebildet.
In Deutschland gründete sich im Januar 2014 der Unterstützerverein „Gemeinsam TECHO e.V.“. Zweck ist es, auf die Verhältnisse in Lateinamerika aufmerksam zu machen sowie gezielte Projekte finanziell zu unterstützen.
Der Verein arbeitet auf nationaler Ebene in drei Bereichen: Fundraising, Volunteers und Communications:
Der Bereich Fundraising hilft durch die Akquise finanzieller und weiterer materieller Mittel lokale Projekte in Lateinamerika zu unterstützen. Der Arbeitsbereich Volunteers koordiniert alle Freiwilligen in allen Bereichen von TECHO in Deutschland. Zudem führen sie Schulungen und Workshops für die Freiwilligen durch. Der Bereich Communications hat die Aufgabe, über Armut in Lateinamerika zu informieren, die Gesellschaft für dieses Thema zu sensibilisieren und TECHO als aktive NGO in der Öffentlichkeit zu positionieren.
Neben diesen drei großen Arbeitsbereichen befinden sich deutschlandweit Regionalkomitees im Aufbau, die in ihrem Umkreis durch verschiedene Aktionen und Veranstaltungen auf TECHO aufmerksam machen.

## Auszeichnungen und Preise
Die Gruppe hat einige Auszeichnungen und Preise erhalten, darunter:
- 2013 – Dubai International Award for Best Practices (überreicht von der Stadtverwaltung Dubai und UN Habitat)[6][7]

- 2012 – besondere Ehrung durch den Juscelino Kubitschek Award der Interamerikanischen Entwicklungsbank für soziale Programme in Chile.[8]

- 2010 - 2,6 Millionen Dollar Fördergelder des Multilateral Investment Fund der IDB für den Häuserbau in Haiti.[9][10]

- 2010 – Anerkennung der Clinton Global Initiative für das Engagement, 10.000 Häuser in Haiti zu bauen.[11][12]

- 2010 – King of Spain’s Award for Human Rights[13]

- 2010 – Vidanta Foundation Prize, 2. Platz (überreicht in Zusammenarbeit mit der ‚Organization of American States‘ (OAS) und der ‚Ibero-American General Secretariat‘ (SEGIB)).[14]

- 2007 – Auszeichnung durch die chilenische Präsidentin Michelle Bachelet, anlässlich der Zweihundertjahrfeier Chiles, für das Engagement, eine gerechtere Gesellschaft zu schaffen.[15]